# As Aventuras de Anselmo Curioso
Anselmo Curioso é um personagem de banda desenhada criado pelo cientista francês Jean-Pierre Petit. A série foi inicialmente publicada pela Editions Belin. Curioso e franco, suas aventuras são um pretexto para a popularização da ciência em campos que vão da física à ciência da computação, ajudado nisso pela charmosa Sophie que o guia em seus esforços enquanto o deixa procurar, assim como por três animais muito instruídos: Leon o pelicano, Max o pássaro e Tiresias o caracol. Os álbuns estão repletos de encontros com personagens de cientistas de renome de diferentes épocas (Einstein ou Jean-Marie Souriau, por exemplo).
Esta série é o primeiro exemplo na história da educação científica real através da banda desenhada. Não se trata de uma banda desenhada que teria lugar na comunidade científica: o objectivo é adquirir conhecimentos científicos. Nasceu de muitos desenhos que o autor teve de criar para ensinar ciências físicas e geometria aos estudantes de filosofia da Faculdade de Aix-en-Provence.
O nível científico do público-alvo é muito diverso: alguns álbuns podem ser compreendidos por estudantes do ensino secundário, a maioria por licenciados em ciências, outros requerem um primeiro nível universitário em matemática. 

## Divulgação das obras
A Editions Belin publicou catorze álbuns. Outros quatro rejeitados por Belin foram publicados pela Editions Présence.
A partir de 1980, a série foi comercializada em várias línguas:
- em francês, Les aventures d'Anselme Lanturlu,
- em inglês: The Adventures of Archibald Higgins (2 edições em inglês e americano),
- em alemão: Die Abenteuer des Anselm Wüßtegern,
- em finlandês: Anselmi Veikkkonen seikkkailee,
- em italiano: Le avventure di Anselmo,[2][3]
- em português: As aventuras de Anselmo Curioso,
- em russo: приключения Ансельмa Ансельмa Ансельмa Лантюрлю,[4]
- em polaco: Przygody Anzelma Roztropka,
- em esperanto: La aventuroj de Anselmo Lanturlup, publicado pelo Monda Asembleo Socia (ISBN 978-2369600350),
- mas também em japonês (2 álbuns), e persa (o álbum Einstein e a Teoria da Relatividade  com a fantasia da Sophia redesenhada como na edição americana).

A série completa dos álbuns de Anselmo é distribuída gratuitamente desde 2005 no site da associação Savoir Sans Frontières, que se propôs, entre outras coisas, a traduzir estes álbuns para o maior número de línguas possível. Anselmo junta-se assim ao movimento de webcomic, acrescentando a dimensão da tradução comunitária, outra inovação neste domínio.
Em novembro de 2018, 536 álbuns e produções originais estavam disponíveis em 39 idiomas, com o site adicionando regularmente novas traduções. Os idiomas que conhecem a maioria dos álbuns baixados do site da associação são: francês (1,98 milhões), espanhol (1,8 milhões), alemão (73000), inglês (49000), italiano (48000). A título de comparação, as séries Lucky Luke e Corto Maltese são traduzidas em cerca de vinte línguas, e as séries Asterix e Tintim mais amplamente distribuídas são traduzidas em mais de cem.
Em 2011, a Editions Astropress (Biel-Bienne, Suíça) publicou uma nova edição compilando a maioria dos álbuns em vários idiomas. Cada língua é objecto de 3 volumes, cada volume com mais de 600 páginas: 
- The Scientific Comics of Jean-Pierre Petit (ISBN 9781446775141 et 978-1446777138)
- Die Wissenschaftlichen Comics von Jean-Pierre Petit (ISBN 9781447535751)
- Les Bandes Dessinées Scientifiques de Jean-Pierre Petit (ISBN 9781446799062)
- Le Bande Designate Scientifici Di Jean-Pierre Petit (ISBN 978-1447542131)

Alguns álbuns são uma oportunidade para Jean-Pierre Petit apresentar em algumas páginas os seus próprios resultados científicos que foram anteriormente objecto de publicações científicas ou outros livros. Este é o caso: 
- A Barreira do silêncio
- Mais rápido que a luz
- L'Univers Gémellaire
- E Topologia, Topas ?
- Le Chronologicon
- O Logotrão

## As aventuras de Anselmo Curioso
Os álbuns publicados comercialmente em português foram os seguintes:
- 1 - Einstein e a Teoria da Relatividade  (Tout est relatif)
- 2 - Einstein e o Buraco Negro (Le trou noir)
- 3 - O Sonho de Voar (L'aspirisouffle)
- 4 - Os Mistérios da Geometria  (Le Géométricon)
- 5 - A Magia da Informática (L'Informagique)

Jean-Pierre Petit então criou outros álbuns para distribuição gratuita. A partir de março de 2019, um total de 24 álbuns traduzidos para português estão disponíveis para download.

## Recepção da obra pelo público

### Anselmo e a comunidade académica
- (fr) Downloads de álbuns no site da Universidade de Lyon
- (pt) Download dos primeiros álbuns em português no site da Universidade de Coimbra.
- (it) Apresentação (PDF) dos álbuns de Anselmo e da associação Savoir Sans Frontières pelo Departamento de Matemática da Universidade de Roma.
- (pl) Apreciação positiva do álbum "Einstein e o Buraco Negro" na revista científica polaca Foton 84.
- (fr) Vincent Borrelli, professor, conduziu uma conferência em 21 de outubro de 2013, organizada pelo pólo matemático da INSA Lyon, intitulada: "Qual é a forma do universo?" O álbum "Os Mistérios da Geometria" é citado como referência.
- (fr) Três álbuns de Anselmo são referenciados por Michèle Porte em seu livro Mémoire de la science, vol. II, livro sem colecção dos cadernos Fontenay, edições ENS, seminários 1986-87-Dezembro 88, Fontenay/Saint-Cloud
- (fr) "Os Mistérios da Geometria" é referida por Thomas Hausberger, Manuel Bächtold, em: "Enjeux des Géométries non euclidiennes", Publicação do IREM de Montpellier - produção do grupo Matemática e Filosofia, 2015. <hal-014429292915>
- (fr) A página Matemática e quadrinhos, do departamento de matemática da Universidade de Toulouse, cita a série Anselmo; estes álbuns também são rapidamente comentados neste blog dedicado à educação matemática.

### Anselmo e os meios de comunicação
- (fr) Primeira entrevista na TV sobre Anselmo (1981) :  www.youtube.com/Z1k4jFlABPE
- (fr) Apresentação da associação Savoir Sans Frontieres durante uma entrevista por France Inter.
- (bg) Artigo sobre a associação Savoir Sans Frontières publicado no sítio web da rede búlgara Liternet, 17.03.2009
- (fr) Apresentação do álbum "Einstein e o Buraco Negro" de Jean-Pierre Petit no show Temps X em 2 de janeiro de 1982 (archive INA)
- (fr) A associação Savoir Sans Frontières é mencionada em a entrevista publicada por Sputnik, 2014/02
- (fr) A associação Savoir Sans Frontières é mencionada numa entrevista publicada por Les Inrockuptibles (fr), 2012/09